# Pölflugor
Pölflugor (Campichoetidae) är en familj av tvåvingar som beskrevs av Griffiths 1972. Pölflugor ingår i ordningen tvåvingar, klassen egentliga insekter, fylumet leddjur och riket djur.
Familjen innehåller bara släktet Campichoeta.

## Bildgalleri